# 로제 바딤
로제 바딤(Roger Vadim, 1928년 1월 26일 ~ 2000년 2월 11일)은 프랑스의 영화 감독, 영화 제작자, 영화 각본가, 작가, 배우, 언론인이다. 영화 감독뿐만 아니라, 플레이보이로도 유명하다.

## 작품 목록
- 그리고 신은 여자를 창조했다 (1956)
- Sait-on jamais... (1957)
- 위험한 사랑 (1958)
- 위험한 관계 (1959)
- 피와 장미 (1960)
- 제멋대로 하면서 (1961)
- 7대 죄악 (1962)
- Le Repos du guerrier (1962)
- 애정의 성 (1963)
- Le Vice et la Vertu (1963)
- 라 론데 (1964)
- La Curée (1966)
- 죽음의 영혼 (1968)
- 바바렐라 (1968)
- Pretty Maids All in a Row (1971)
- Hellé (1972)
- 돈 쥬앙 (1973)
- 샤롯테 (1974)
- 보디 게임 (1976)
- Bonheur, impair et passe (1977, TV 영화)
- 나이트 게임 (1980)
- 핫 터치 (1981)
- 깜짝 파티 (1983)
- 그리고 신은 여자를 창조했다 (1988)
- 사파리 (1991, TV 영화)
- Amour Fou (1993, TV 영화)
- La Nouvelle tribu (1996, TV 드라마)
- Mon père avait raison (1996, TV 영화)
- Un coup de baguette magique (1997, TV 영화)